# Asparagus suaveolens
Asparagus suaveolens är en sparrisväxtart som beskrevs av William John Burchell. Asparagus suaveolens ingår i släktet sparrisar, och familjen sparrisväxter. Inga underarter finns listade i Catalogue of Life.

## Bildgalleri

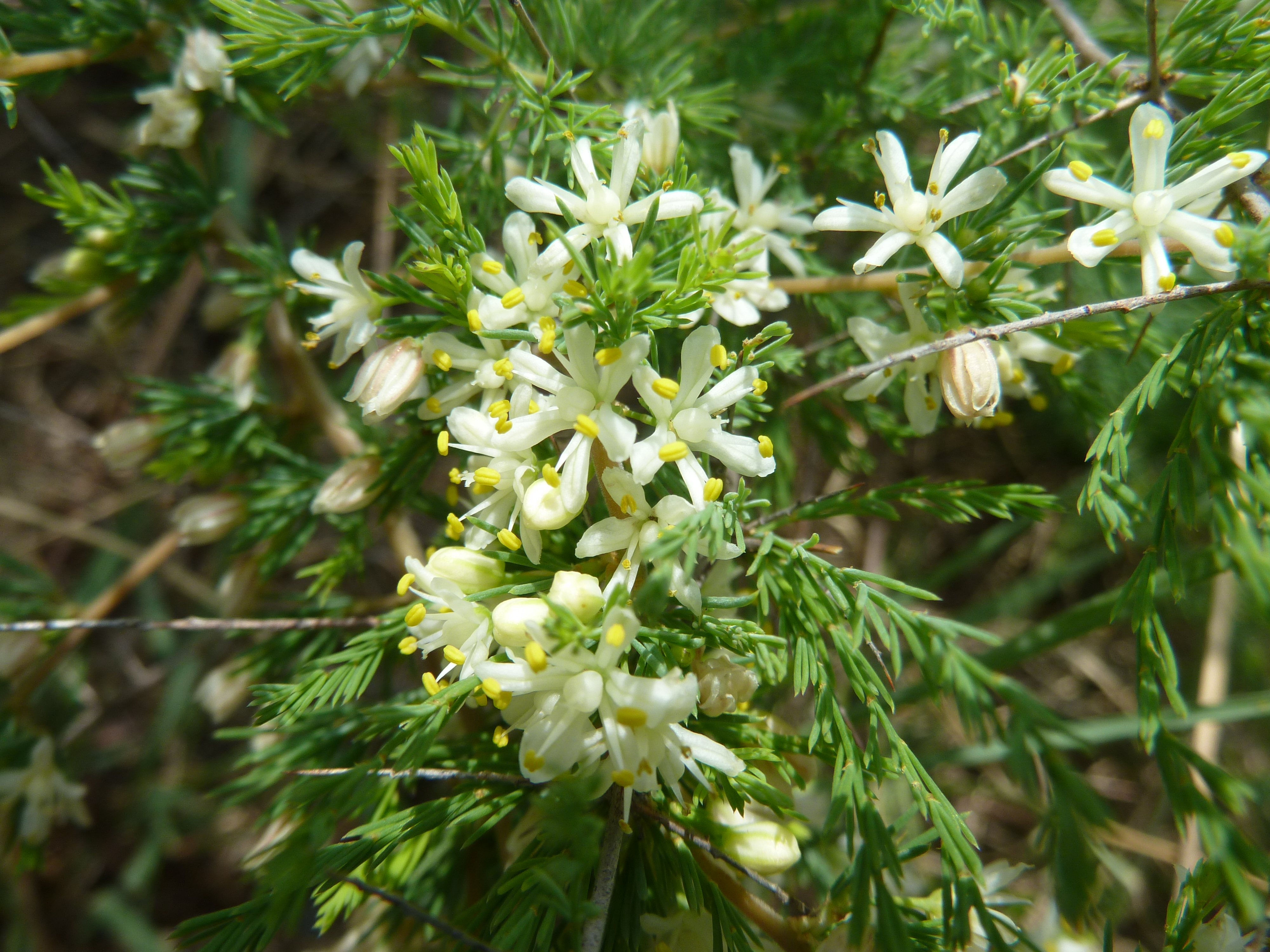
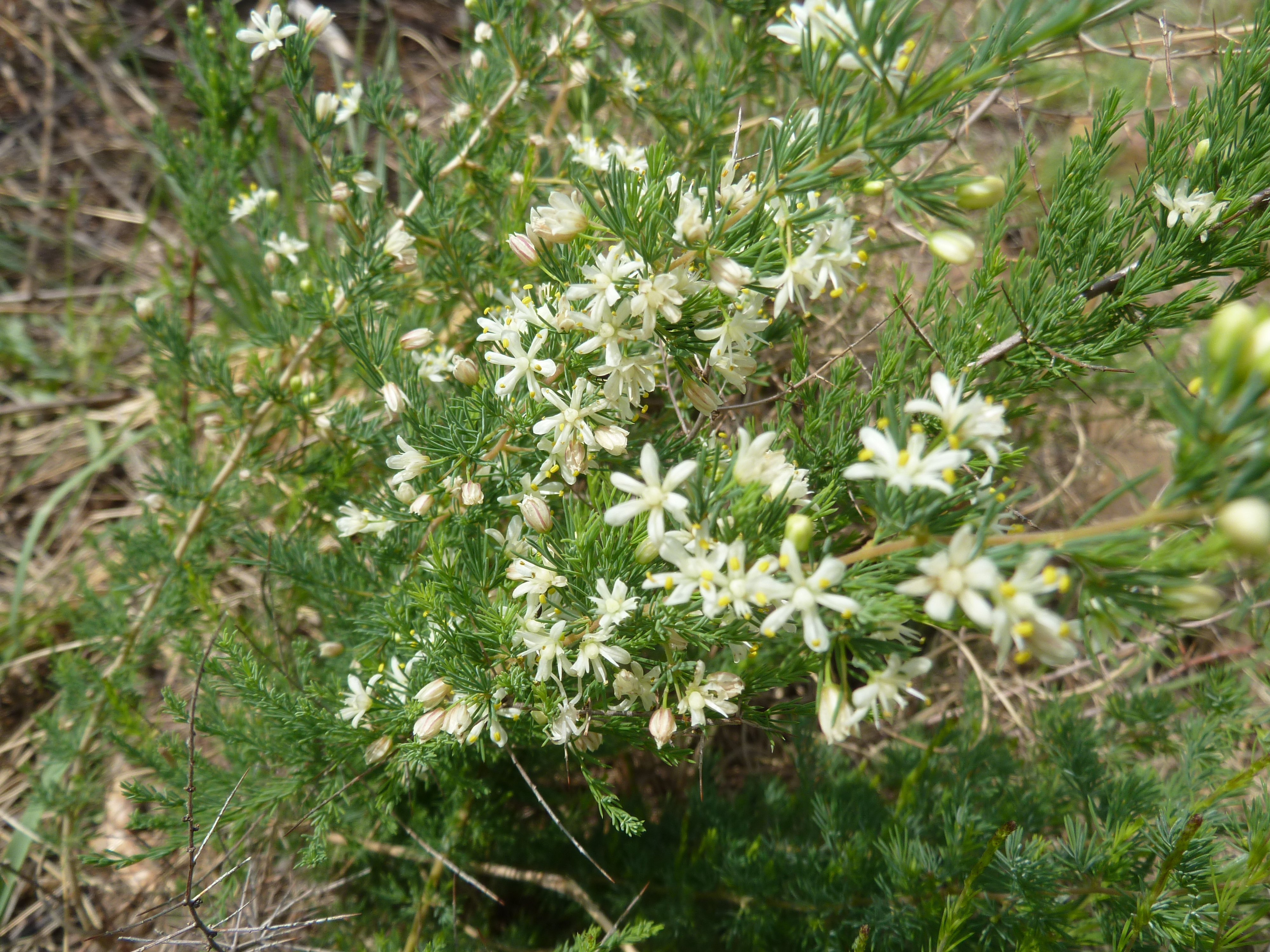
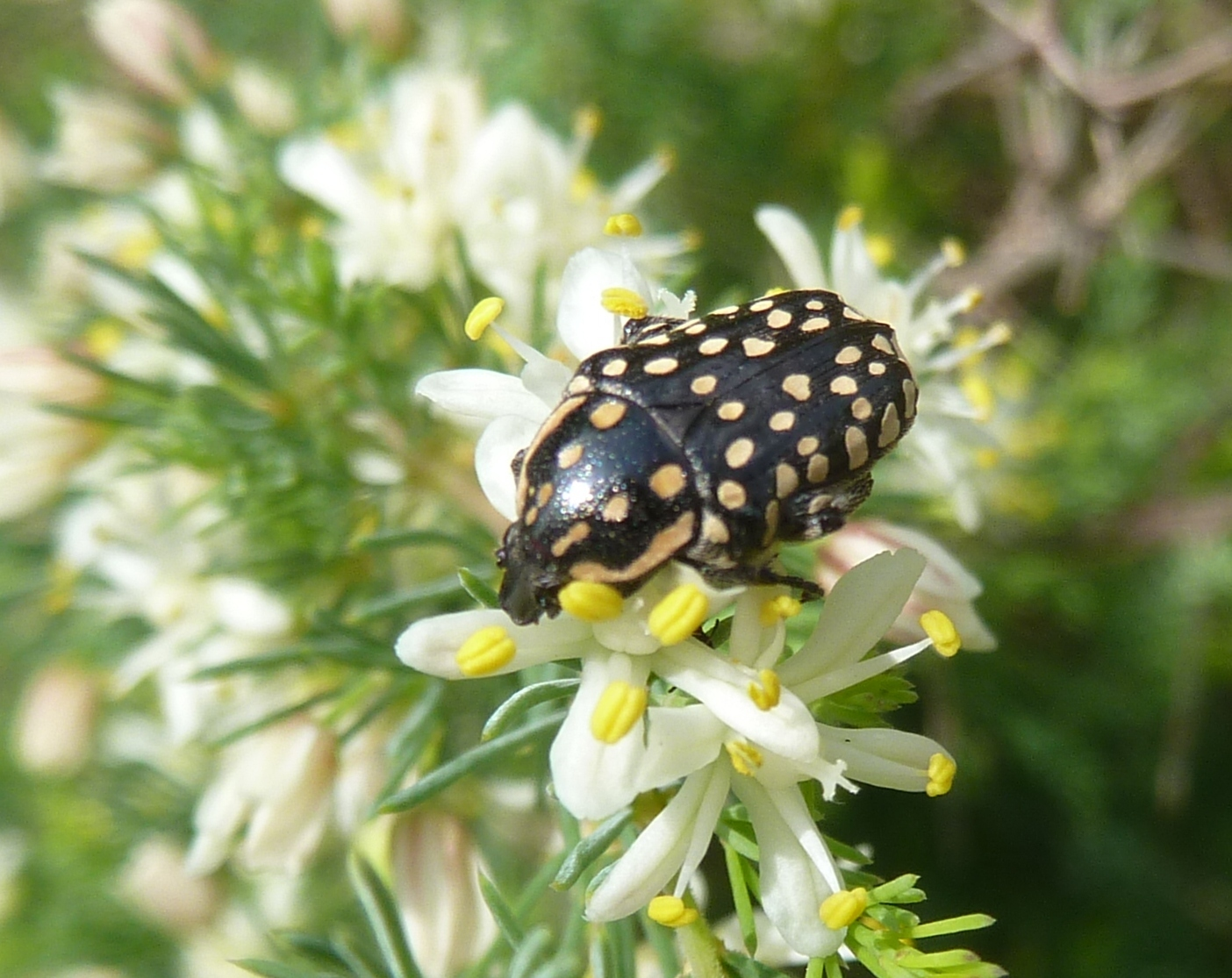